# Kaiserslautern
Kaiserslautern (IPA: [kaɪzɐsˈlaʊtɐn], ; Lautre in tedesco palatino, Caseloutre in francese) è una città extracircondariale del sud ovest della Germania, appartenente allo stato federato della Renania-Palatinato (Rheinland-Pfalz).
Pur essendo una città extracircondariale, ospita la sede amministrativa del circondario (Landkreis) omonimo.
Kaiserslautern ha 99 292 abitanti (al 31-12-2021); tuttavia, nei dintorni della città sono presenti circa 50 000 soldati delle forze NATO, prevalentemente statunitensi.

## Storia
Le prime tracce di insediamenti umani rinvenuti nella zona risalgono al Neolitico, in seguito a scavi effettuati nelle vicinanze del Monte Ritter. Sono stati inoltre ritrovati oggetti come falci, accette, e gioielli appartenenti alla cultura di Hallstatt (periodo 1300-800 a.C.): da questo periodo l'area fu costantemente popolata, come dimostrano le tombe celtiche che furono rinvenute presso il paese di Miesau, posizionato a una trentina di chilometri ad ovest di Kaiserslautern: esse sono ora conservate al museo storico di Spira. Qualche secolo più tardi, la zona fu annessa al dominio dell'Impero romano.
La denominazione della città trae origine dall'imperatore Federico Barbarossa, il quale vi costruì un palazzo reale e aveva qui il suo ritiro di caccia preferito, e dal fiume Lauter. Al termine del periodo napoleonico, Kaiserslautern e l'intero Palatinato vennero annesse alla Baviera, diventandone una provincia. Durante il XIX secolo venne costruito il Fruchthalle,  palazzo in cui risiedeva il governo post-rivoluzionario del Palatinato. La città fu collegata alla rete ferroviaria attraverso la stazione di Kaiserslautern Hauptbahnhof a partire dall'anno 1848: ciò permise l'inizio di un'ascesa che la portò ad essere un importante centro industriale con la lavorazione di tessili, industrie metallurgiche e macchinari da costruzione. Durante la seconda guerra mondiale più del 60% delle costruzioni venne distrutto o danneggiato dai bombardamenti aerei alleati: terminato il conflitto, l'esercito americano si stabilì qui con un'importante base militare.

## Geografia fisica

### Territorio
Collocata ai bordi della Foresta del Palatinato, Kaiserslautern sorge a 251 metri sopra il livello del mare. Magonza (in tedesco Mainz) è distante 80 chilometri, Lussemburgo dista 159 chilometri e Parigi 459 chilometri. Nel suo territorio vi sono le sorgenti del fiume Lauter, affluente del Glan.

### Clima
L'area è caratterizzata da un clima temperato: rispetto alle altre città della Germania, le temperature sono leggermente più miti.
| Kaiserslautern     | Mesi | Mesi | Mesi | Mesi | Mesi | Mesi | Mesi | Mesi | Mesi | Mesi | Mesi | Mesi | Stagioni | Stagioni | Stagioni | Stagioni | Anno |
| Kaiserslautern     | Gen  | Feb  | Mar  | Apr  | Mag  | Giu  | Lug  | Ago  | Set  | Ott  | Nov  | Dic  | Inv      | Pri      | Est      | Aut      | Anno |
| ------------------ | ---- | ---- | ---- | ---- | ---- | ---- | ---- | ---- | ---- | ---- | ---- | ---- | -------- | -------- | -------- | -------- | ---- |
| T. max. media (°C) | 4    | 5    | 10   | 13   | 19   | 22   | 25   | 25   | 20   | 15   | 9    | 5    | 4,7      | 14       | 24       | 14,7     | 14,3 |
| T. min. media (°C) | −1   | −2   | 2    | 3    | 8    | 12   | 14   | 13   | 9    | 6    | 3    | 1    | −0,7     | 4,3      | 13       | 6        | 5,7  |

## Sport
La squadra calcistica cittadina, 1. FC Kaiserslautern, ha vinto il campionato tedesco in quattro occasioni, militando nella massima serie per svariate stagioni.
Lo stadio è il Fritz-Walter-Stadion, capace di ospitare fino a 48.500 spettatori. Nel 2006 sono stati qui giocati cinque incontri dei campionati mondiali di calcio, tra cui l'ottavo di finale Italia-Australia.

## Amministrazione

### Gemellaggi
- Banja Luka, dal 2003[2]
- Brandeburgo sulla Havel, dal 2000
- Bunkyō-ku, dal 1988
- Columbia (Carolina del Sud), dal 2000
- Davenport (Iowa), dal 1960
- Douzy, dal 1967
- Newham, dal 1974
- Pleven, dal 1999
- Silkeborg, dal 2000
- San Quintino, dal 1967
- Guimarães, dal 2000